# برهان علیت

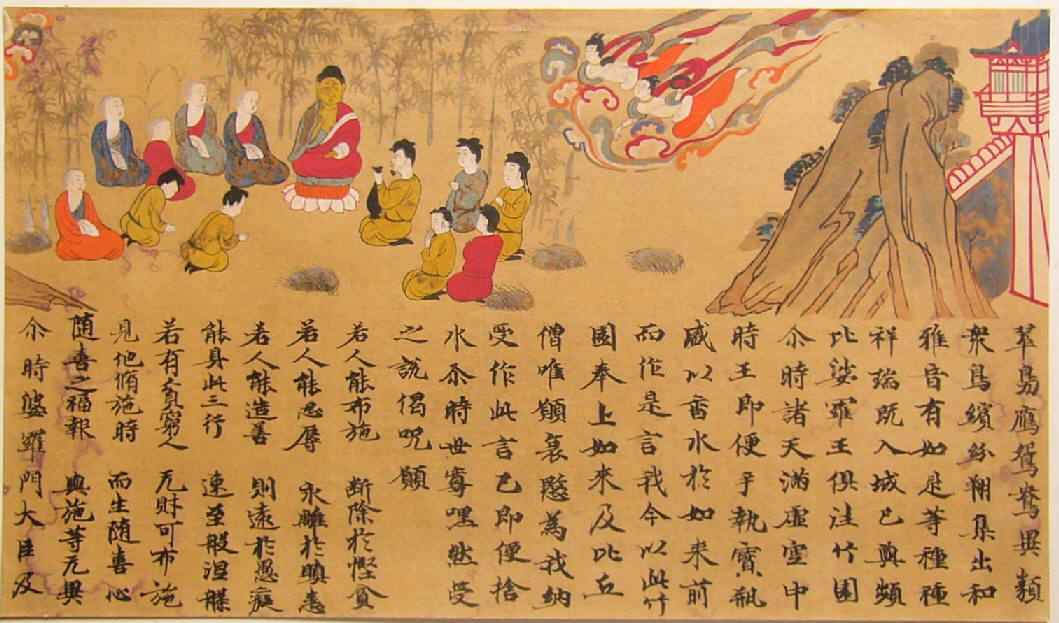
سوترای مصور علت و معلول، قرن هشتم م، ژاپن

برهان علیت (به انگلیسی: The Causal or cosmological Argument) که به نام‌های برهان علت اول، برهان سببیت و برهان کیهان‌شناختی نیز خوانده می‌شود، هم در جهت نفی وجود خدا و هم در جهت اثبات وجود خدا بکار گرفته شده‌است. برهان یادشده بر این مبناست که مجموعهٔ جهان از یک مبدأ سرچشمه می‌گیرد و در سیر تکاملی خود با وجود واسطه‌ها به سوی همان مقصد بازمی‌گردد.

## تاریخچه
نخستین کسانی که به‌طور گسترده مفهوم علیت را در نوشته‌های خود مطرح کردند؛ افلاطون و ارسطو بودند. ارسطو با طرح مفهوم علت غایی، سعی کرد از علیت به عنوان برهانی برای اثبات وجود خدا بهره گیرد. همچنین دومین برهان توماس آکویناس در اثبات وجود خدا همین برهان بود. در میان معاصران نیز فردریک کاپلستون از جمله قائلان به این برهان است.
برخی فیلسوفان مسلمان مانند ملاصدرا، سهروردی، طباطبایی نیز علت غایی را علت‌العلل و غایةالغایات نامیده‌اند؛ و در اثبات خدا به آن تمسک جسته‌اند.

## جزئیات برهان

### تعریف دور و انواع و شرح آن‌ها

#### دور مصرح
برای آشنایی، مثالی گفته می‌شود. فرض کنید دو نفر می‌خواهند با هم مسابقه بدهند. حال اگر نفر اول به نفر دوم بگوید تا تو حرکت نکنی من شروع به حرکت نمی‌کنم و نفر دوم هم به نفر اول بگوید تا تو حرکت نکنی من هم حرکت نمی‌کنم، در این صورت هیچگاه این مسابقه شروع نمی‌شودو هیچ‌کدام از آن دو شروع به حرکت نمی‌کنند. به این حالت دور گفته می‌شود و آن محال است، به آن مصرح می‌گویند چون واسطه‌ای بین نفر اول و دوم وجود ندارد.
به تصریح مدافعان برهان، اگر فرض کنیم علتِ وجودی موجودی، خود او باشد؛ یعنی وجود موجود بر خود متوقف باشد، در این حالت موجود چون علت خود است، باید سابق بر خود باشد، و چون معلول خودش است، باید متأخر از خود باشد. لازمهٔ این امر اجتماع نقیضین است. بنابرین به تناقض رسیدیم و دور باطل است.

#### دور مضمر
همان تعریف مصرح است. با این تفاوت که، در مثال سه نفر وجود دارند؛ یعنی بین نفر اول و نفر دوم واسطه وجود دارد که آن نفر سوم باشد.

### تعریف تسلسل و شرح آن
برای آشنایی، مثالی زده می‌شود. در همان مثال مسابقه فرض کنید بی‌نهایت آدم وجود دارد، و هر کدام به نفر بعدی می‌گوید تا تو حرکت نکنی من حرکت نمی‌کنم، در این صورت هم مانند حالت دور مسابقه شروع نمی‌شود و هیچ‌کس حرکت نمی‌کند، این حالت هم محال است.
معنای لغوی تسلسل این است که اموری، زنجیروار، به دنبال هم واقع شوند، خواه حلقه‌های این زنجیره متناهی باشد، خواه نامتناهی، و خواه میان آن‌ها رابطهٔ علی برقرار باشد، خواه نباشد. اما در معنای فلسفی، تسلسل عبارت است از ترتُّب یک شیء بر شیء دیگر و ترتب شیء دوم بر سوم و سوم بر چهارم و به همین‌سان تا بی‌نهایت، به گونه‌ای که این اشیاء بالفعل و با هم موجود باشند، خواه از دو طرف یا از یک طرف استمرار یابد.
به باور محمد حسین طباطبایی، اگر سلسله‌ای از علت‌ها و معلول‌ها را فرض کنیم که هر یک از علت‌ها معلول علت دیگری باشد، سلسله‌ای از وابستگی‌ها خواهیم داشت و واضح است که وجود وابسته، بدون وجود مستقل تحقق نخواهد یافت. پس ناگزیر باید ورای این سلسلهٔ وابستگی‌ها وجود مستقلی باشد که همگی آن‌ها در پرتوی آن تحقق یابند؛ زیرا مجموع بی‌نهایت محتاج و وابسته هرگز غیر محتاج و مستقل نخواهد شد.
البته منظور این نیست که هر تسلسلی محال است؛ مثلاً تسلسل اعداد محال نیست. اما برای مثال بازی دومینو را در نظر بگیرید: در این بازی افتادن هر قطعه مشروط به افتادن قطعه قبل است و بنابراین اگر ما ببینیم که دومینوها در حال افتادن‌اند؛ نتیجه می‌گیریم که حتماً آغازی بوده‌است؛ زیرا اگر آغازی نبوده باشد، چگونه افتادن دومینوها قابل توضیح است. در مثال دیگر، اگر به تعداد نامحدودی دونده گفته شود فقط وقتی بدوید که نفر قبلی دوید، به نظر بدیهی می‌رسد که نتیجه بگیریم هرگز کسی نخواهد دوید.
فیلسوفان ادلهٔ متعددی برای ابطال تسلسل مطرح کرده‌اند، از جمله: برهان تطبیق، برهان آحاد و الوف، برهان قریب المأخذ به تضایف، برهان تضایف، برهان اسد و اخضر و برهان امکان شمارش

## شرح برهان
تقریرهای متعددی از این برهان شده‌است که نمونه‌هایی از آن در پایین آورده شده‌است:

#### تقریر توماس آکویناس
معروف‌ترین تقریری است که در فلسفهٔ غرب عنوان شده و فلاسفهٔ دیگر مانند فردریک کاپلستون از آن بهره برده‌اند. تصریح توماس آکویناس، وجود هر چیز در جهان به چیزهایی دیگر وابسته است که این وجود توسط آن‌ها توضیح داده می‌شود؛ اما اگر این سلسله بی‌پایان باشد، این توضیح پیوسته به تعویق می‌افتد و در نهایت هیچ‌چیز توضیح داده نخواهد شد؛ بنابراین جهان تنها هنگامی در نهایت فهمیده خواهد شد که این سلسله به وجودی ختم شود که خود به هیچ‌چیز وابسته نباشد.

#### تقریر طباطبایی
1. وجود هر معلولی نسبت به علت خود، وابسته و مربوط است و علت، امر مستقلی است که موجب ایجاد معلول می‌شود (در وجود بر معلول مقدم است).
2. اگر علت خود نیز، معلول دیگری باشد و آن معلول نیز علتی دیگر، هر یک از علت‌ها بر معلولشان مقدم خواهند بود (سلسله‌وار).
3. چیزی که عین وابستگی است (منظور سلسلهٔ علت و معلول است)، جز با وجود و علت مستقل پدید نمی‌آید (علت‌العلل).
4. پس اگر سلسلهٔ علل تا بی‌نهایت ادامه یابد و به علت مستقل (علت‌العلل) منتهی نشود، هیچ‌یک از اجزای آن مجموعه تحقق نخواهد یافت.
5. بنابراین باید وجود و علتی مستقل (علت‌العلل) در رأس این سلسله قرار داشته باشد.[۱۲]

#### تقریر اجمالی
هر معلولی علتی دارد و چون دور و تسلسل باطل است، علت‌العلل وجود دارد.

## نقد برهان

### نقدهای مطرح شده به امتناع تسلسل و دور

#### ادعای امکان‌پذیری تسلسل علّی
برخی مدعی شده‌اند:
 نمی‌توان برهان علت اول را به‌راستی برهان نامید. به‌نظر معقول می‌رسد که امتداد سلسلهٔ علت‌ها و معلول‌ها را درآینده تا بی‌نهایت بدانیم، درست به همان وجه که بزرگ‌ترین عدد وجود ندارد؛ زیرا همواره می‌توانیم به‌هر عددی که بزرگ‌ترین فرض شده‌است، عددی بیفزائیم. اگر وجود سلسله‌ای بی‌پایان رو به آینده به هیچ عنوان محال نیست، چرا سلسلهٔ معلول‌ها و علت‌ها درگذشته تا بی‌نهایت امتداد پیدا نکند؟
در پاسخ باید گفت: بی‌نهایت را به دو قسم تقسیم کرده‌اند، بالفعل و بالقوه. آیا می‌توان تسلسل نامتناهی در اعداد طبیعی و مثبت را «بالفعل» محسوب کرد؟ خیر، زیرا یک تمامیت کامل نیست و مدام قابلیت افزایش دارد. اما تسلسل در اعداد صحیح، از نوع منفی را می‌توان یک تمامیت محسوب کرد؛ حال، ایرادی که در این مقایسه وجود دارد، این است: در تسلسل واقعی، با رابطهٔ علّی‌معلولی سروکار داریم و می‌دانیم که وجود معلول، وابسته به وجود علت است؛ اما چه کسی گفته‌است که در بین اعداد منفی نیز، رابطهٔ علّی‌معلولی و وابستگی‌وجودی را شاهد هستیم؟ آیا عددِ منفیِ یک، وجودش وابسته به عددِ منفیِ دو است؟ تبعاً چنین باوری [یعنی: وجود رابطهٔ علّی‌معلولی بین اعداد منفی] مستلزم اثبات است، و بدون‌استدلال نمی‌توان آن را مقدمه‌ای برای نقد دانست؛ جدای از اینکه وجود اعداد در خارج از ذهن، خودش نیازمند ثابت‌شدن است.
از سوی منتقدان، مطرح شده که احتمال دارد تسلسل علّی واقعاً ممکن باشد. تلاش‌هایی برای بازنویسی این برهان یا ارائهٔ یک برهان مشابه به‌گونه‌ای که این کاستی در آن نباشد، شده‌است.
زنجیره‌ای علّی شامل بی‌شمار هستِ وابسته را در نظر بگیرید. اگر کسی بپرسد «اصولاً چرا هستِ وابسته داریم» سودی نخواهد داشت اگر پاسخ داده شود «هست‌های وابسته داریم چون هست‌های وابسته دیگر سببشان شده‌اند.» زیرا پیش‌فرض این پاسخ وجود هست‌های وابسته است؛ اما این دقیقاً چیزی‌ست که ما به دنبال پاسخش بودیم. هر پاسخ رضایت‌بخش به این پرسش مجبور خواهد بود به یک هست دیگرگون -یک هست لازم و بی‌علت- دست یابد. در پاسخ ممکن است گفته شود که هریک از هست‌ها علت دارند، اما زنجیرهٔ نامتناهی هست‌ها به‌عنوان یک کل ممکن است علت نداشته باشد؛ یعنی به‌عنوان یک کل، یک هستِ بی‌علت باشد. در این صورت تا جایی که در زنجیره پیش رفته‌ایم، علت‌دار است. زنجیرهٔ کشف‌نشدهٔ باقی‌مانده به‌عنوان یک کل، بی‌علت خواهد بود. پاسخ دیگر این است که علت زنجیرهٔ نامتناهی به‌عنوان یک کل ممکن است خودش باشد.
اما در نقد این احتمال می‌توان گفت: فرضاً مجموعه‌ای نامتناهی با اعضاء ممکن‌الوجود داریم، اما محال است که خودِ مجموعه، واجب‌الوجود باشد؛ زیرا لازم می‌آید که «واجب»، محتاج «ممکن» باشد. به‌عبارت دیگر: واجب‌الوجود بالذاتی که عقلاً برای وجوبِ وجودش، نیازمند غیر نمی‌باشد، باید وجودش را وابسته به وجود تعدادی ممکن‌الوجود دانست! لذا محال است که مجموعه‌ای واجب‌الوجود، برای وجودش محتاج باشد، آن هم محتاج اعضاء ممکن‌الوجود!
بنابراین: سلسله‌ای نامتناهی از اعضاء ممکن که یک مجموعه را تشکیل داده‌اند، نمی‌توانند جمعاً ازلی باشند و این حکم عقل است.

### ادعای امکان‌پذیری دور علّی
دور به‌معنای آن است که موجود علت خودش باشد.

## نقدهای مطرح‌شده بر قاعده علیت

### نقد قاعده علیت در تقریر اول و دوم

#### برهانی که خود را نقض می‌کند
سخن برتراند راسل:
اگر هر چیزی باید دلیل و علتی داشته باشد، پس وجود خداوند هم باید علت و دلیل داشته باشد و اگر چیزی بتواند بدون دلیل و علت وجود پیدا کند، بحث دربارهٔ وجود خدا بی‌فایده خواهد بود، زیرا وجود طبیعت نیز بدون علت ممکن است.

سخن جان هاسپرز:
به هر حال فرض کنیم که ما بتوانیم این سؤال را که آیا جهان به عنوان یک کل علتی دارد، چنین پاسخ دهیم که علت آن خدا است. اما این سؤال که علت خدا چیست اجتناب‌ناپذیر است. بسیاری از کودکان و نوجوانان با پریشانی زیاد از والدین خود این سؤال را مطرح می‌کنند. سؤال آنان کاملاً درست است. چون ما گفته بودیم که هر چیزی علتی دارد و اگر آن سخن صحیح باشد پس خدا هم باید علت داشته باشد.

سخن نایجل واربرتون:
 در این تقریر ابتدا فرض شده که هر چیزی معلول چیز دیگری است ولی آن‌گاه با بیان این که خداوند همان علت اول است خود را نقض می‌کند. هم می‌گوید که علت نامعلولی وجود ندارد و هم مدعی است که یک علت نامعلول – یعنی خدا – در کار است. برهان یادشده این پرسش را برمی‌انگیزد: و علت خدا چیست؟ چرا باید این سلسله در خدا متوقف شود؟ مگر خلاف ممکنات است که در جایی قبل‌تر؛ مثلآ با پیدایی خود جهان پایان پذیرد؟
اما هیچ‌کدام از انتقادات بالا نمی‌توانند وارد باشند، زیرا در تقریر صحیح برهان می‌گوییم:
”هر معلول/حادث/ممکن‌الوجودی دارای علت است. ”
نه آنکه بگوییم: «هرچیزی دارای علت است.»
بنابراین با جداشدن خداوند از این قاعدهٔ معلولیّت، برهان نقض نمی‌شود و اساس برهان نیز، مبنی بر «علت‌داشتنِ هرچیزی» نیست.

#### امتناع امکان معرفت پیشینی ترکیبی
دیدگاه عام فیلسوفان تجربه‌گرا این است که صدق قضایای منطقی و ریاضی، به علت تحلیلی و پیشینی بودن آن‌ها و صدق قضایای بیانگر وقایع خارجی، به خاطر ترکیبی و پسینی بودن آن‌هاست؛ و معرفت پیشینی ترکیبی محال است.
به عبارت دیگر، از آنجا که سالب گزاره هر چیزی علتی دارد با حدهایش تناقض ندارد؛ صدق آن در گرو مشاهده است.

### نقد قاعده علیت در تقریر سوم

#### باقی‌ماندن مسئله
پیش از داوری دربارهٔ گزارهٔ هر معلولی علتی دارد، باید معنای دقیق معلول و علت را بدانیم. از آنجا که معلول را می‌توان به چیزی که دارای علت است تعریف کرد، گزارهٔ هر معلولی علتی دارد نیز همان‌گونه است.
پرسش اساسی این است که آیا علت در گزارهٔ هر معلولی علتی دارد؛ تامه است یا ناقصه.
- اگر تامه است؛ پس برهان علیت باطل است؛ زیرا حکم برهان اثبات این مدعاست، و نمی‌توان آن را جز مفروضات ذکر کرد.
- اگر ناقصه است؛ پس برهان علیت از توجیه علت نداشتن خدا قاصر خواهد بود، زیرا سلسلهٔ علل ناقصه، هر چه به عقب‌تر رویم، به علت ناقصه‌ای دیگر می‌رسد؛ یعنی نمی‌توانیم مسئله را این‌گونه توضیح دهیم که دلیل علت نداشتن خدا، علت تامه بودن اوست؛ زیرا در این صورت، وجود علت تامه را پیشاپیش مفروض گرفته‌ایم، در حالی که وجود علت تامه حکم ماست.

#### دستگاه معرفت‌شناختی هیوم
دیوید هیوم؛ فیلسوف اسکاتلندی، کلیه ادراکات بشری را به دو گروه تقسیم می‌کند: انطباعات و تصورات.
منظور هیوم از «انطباعات»، داده‌های مستقیم حس و تجربه است. مانند اینکه چشم خود را باز کنیم و منظره‌ای طبیعی را مشاهده کنیم.
مقصود وی از «تصورات»، تجدید همان ادراکات پس از قطع رابطه حسی مستقیم، به کمک تخیل و حافظه است.
او سپس رابطه میان انطباعات و تصورات را به دو گروه تقسیم می‌کند: نسبت طبیعی و نسبت فلسفی.
منظور هیوم از «نسبت طبیعی»، برقراری تداعی معانی بین دو تصور در ذهن است؛ به‌طوری‌که با پدیدآمدن یکی دیگری نیز بلافاصله پدید آید.
مقصود وی از «نسبت فلسفی»، رابطه‌ای است که از مقایسه دو یا چند چیز با یکدیگر حاصل می‌شود، بدون آن که لزوماً ذهن از طریق پیوستگی و تداعی معانی از یکی به دیگری منتقل شود.
هیوم «نسبت‌های طبیعی» را به سه گروه تقسیم می‌کند:
1. نسبت مشابهت یا همانندی (به انگلیسی: Resemblance)[۲۶]
2. نسبت مجاورت (هم‌جواری) در زمان یا مکان (به انگلیسی: Continuity in time or place)
3. نسبت علت و معلولی (به انگلیسی: Cause and Effect)

در هر سه کیفیت یاد شده این ویژگی وجود دارد که تصور آن‌ها به واسطه نیروی طبیعیِ تداعی و پیوستگی، به دیگری می‌انجامد؛ و براساس طبیعت یا عادت، تصور یکی تصور دیگری را در ذهن ایجاد می‌کند. هیوم بر آن است که پیوند طبیعی یادشده در میان تصورات باید به جهان ذهن و ادراکات محدود شود و نباید آن را به جهان خارج نسبت داده و بگوئیم همین روابط میان موجودات خارجی نیز وجود دارد.
هیوم «نسبت‌های فلسفی» را به هفت گروه تقسیم می‌کند:
1. نسبت مشابهت یا همانندی (به انگلیسی: Resemblance)
2. نسبت این‌همانی
3. نسبت زمانی و مکانی (به انگلیسی: Relation of time and place)
4. تناسب کمی یا عددی (به انگلیسی: Proportions in quantity or numbers)
5. درجات کیفیت (به انگلیسی: Degrees in quantity)
6. نسبت تعارض (به انگلیسی: Contrariety)
7. نسبت علت و معلولی (به انگلیسی: Cause and Effect)

هیوم سپس می‌گوید که هر یک از نسبت‌های فلسفی هفت‌گانه بالا، از دو حال خارج نیستند:
1. نسبت‌های وابسته به تصورات ما که عبارتند از: «نسبت مشابهت یا همانندی»، «تناسب کمی یا عددی»، «درجات کیفیت» و «نسبت تعارض». شناخت ما نسبت به این امور یقینی است.
2. نسبت‌های ناوابسته به تصورات ما که عبارتند از: «نسبت این‌همانی»، «نسبت زمانی و مکانی»، و «نسبت علت و معلولی». از نظر هیوم معرفت ما به این گونه امور احتمالی است و نمی‌توان به معرفت یقینی دست یافت.[۲۷]

به تصریح هیوم، تکرار پیاپی و مستمر پدیده‌های روزمره، مسئول پیدایش «نسبت این‌همانی»، «نسبت زمانی و مکانی»، و «نسبت علت و معلولی» در ذهن ما هستند.
مثلاً با تجربه آتش، گرما را هم احساس می‌کنیم و تکرار این تجربه موجب می‌شود که با دیدن آتش انتظار پیدایش حرارت در ذهن ما ایجاد شود؛ بنابراین رابطه علیت چیزی جز تداعی معانی و انتظار ذهنی ناشی از تکرار تجربه و تعاقب یا تقارن مستمر نیست.
بر این اساس، هیوم رابطه علیت را چیزی جز عادت ذهنی نمی‌داند که در اثر تجربه پیوستگی زمانی-مکانی مکرر دو رویداد حاصل می‌شود. هیوم اظهار می‌دارد که رابطه علیت نه امری بدیهی و شهودی است، و نه امری مبتنی بر برهان عقلی؛ بلکه قاعده‌ای تجربی است و برای اثبات تجربی بودن این قاعده می‌گوید: علت‌ها و معلول‌ها توسط دلیل عقلی شناخته نمی‌شوند و تنها از راه تجربه کشف می‌شوند. از این‌رو هیچ‌گونه پیش‌بینی قطعی و ضروری دربارهٔ حوادث آینده نمی‌توان داشت
هیوم می‌کوشد شواهدی بر نفی رابطهٔ علیت گرد آورد. او دراین‌باره می‌نویسد:
اگر چیزی بر کسی که دارای قوت عقلی بسیار است مکشوف گردد، چنانچه آن چیز کاملاً برای او تازگی داشته باشد، حتی با آزمایش‌های دقیق بر روی کیفیات محسوس آن، نمی‌تواند چیزی از علت‌ها یا معلول‌های آن به دست آورد. … آدم، که بنابر فرض از آغاز عقل کامل بوده، هرگز نمی‌توانست با ملاحظه سَیَلان و لطافت آب، عرق کنندگی آن را استنباط کند یا با مشاهده نور و حرارت آتش دریابد که او را می‌سوزاند.
هیوم در رساله‌ای نوشت که هرگونه استدلال استقرایی بر بنیاد مفهوم علیت است و از سوی دیگر خود این مفهوم بر معیار استقراء است؛ یعنی همهٔ نتیجه‌گیری‌های تجربی بر بنیاد این فرض شده‌است که آینده همانند گذشته‌است و از این‌رو همه بستگی‌هایی که امروز یا در گذشته میان وقایع یافته‌ایم، در آینده نیز در کار خواهند بود و علت‌هایی که در گذشته معلول‌هایی را در پی آورده‌اند، در آینده نیز چنین خواهند کرد. هیوم، با این که تجربه را تنها تکیه‌گاه نامید، استفاده کردن از تجربه برای استوار کردن اصول کلی را رد کرد و با استدلال نبود تجربه از آینده، بنیاد علیت را تعمیم ناروا نامید.
 افتادن سنگ را به زمین بارها تجربه کرده ولی هیچ‌وقت تجربه نکرده‌ای که همیشه به زمین می‌افتد. زمین را و سنگ را می‌بینی و افتادن آن را درک می‌کنی، اما نیرویی را که سنگ را به سوی زمین می‌کشاند، درک نمی‌کنی. تو هیچ‌وقت خود آن قانون را تجربه نکرده‌ای. تجربه فقط آن بوده‌است که چیزها به زمین می‌افتد. یقین داری سنگ می‌افتد، چون بارها این رویداد را دیده‌ای؛ عادت کرده‌ای که این دو با هم باشند، و آنگاه حکم بر قانون می‌کنی.
هیوم، در مثالی دو گوی بیلیارد را به کار برد، اگر یک گوی سیاه غلتانده شود و به گوی سفید ایستا برخورد کند، گوی سفید به حرکت در می‌آید. در این مورد، معمولاً حکم به علیت می‌شود؛ یعنی ضربه گوی سیاه علت حرکت گوی سفید دانسته می‌شود. هیوم استدلال کرده‌است که حرکت گوی سفید تجربه شده‌است اما علت واقعی به حرکت درآمدن آن تجربه نشده‌است؛ در واقع حکم علیت برای این بوده‌است که روی‌دادی در پی روی‌داد دیگر رخ داده‌است؛ اما علیت آزموده نشده‌است. هیوم تأکید کرده‌است که انتظار آمدن چیزی در پی چیزی دیگر، در خود آن چیزها نیست؛ بلکه در ذهن آدمی‌است. انتظار حرکت گوی سفید در برخورد با گوی سیاه، نه ذاتی؛ بلکه اکتسابی است.
به‌طور خلاصه، دیوید هیوم پیوند علی را پیوندی روانی و نه پیوندی منطقی دانست. وی باور داشت در همهٔ مواردی که مردم قائل به علیت هستند، فقط به‌دلیل تعاقب یا تقارن دو پدیده در جهان خارج به این باور رسیده‌اند؛ بنابراین هیچ‌گاه نمی‌توان در اشیای خارجی حکم به علیت کرد.

##### دفاعیات مدافعان برهان در برابر دیدگاه هیوم
ادعای انکارناپذیری علیت
بسیاری از فلاسفه معتقدند که رابطهٔ علیت امری بدیهی است و استدلال‌ناپذیری آن خللی در اعتبار و استحکام آن وارد نمی‌سازد. (Apriority)
محمدحسین طباطبایی برآن است که آشنایی با رابطهٔ علیت ابتدا با علم حضوری ادراک می‌شود و سپس به موارد مشابه خارجی تعمیم داده می‌شود. او دراین‌باره می‌نویسد:
 در آغاز خود و کارهای داخلی خود (علم و اراده و …) را می‌یابیم؛ و همین که نسبت میان خود و کارهای خود را سنجیدیم، از روی همین نظر از برای کارهای دیگر که به کارهای ما می‌مانند و در اختیار ما نیستند (معلومات حسی که از راه حس پیش ما می‌آیند) یک جوهر دیگر که موضوع همان خواص و آثار بوده باشد اثبات می‌نماییم.
جوادی آملی بر آن است که قاعده علیت نه اثباتش ممکن است و نه انکار آن، چرا که هر استدلالی در گرو پذیرش علیت مقدمات برای نتیجه است. بر این اساس او معتقد است انتقادات هیوم، راه هرگونه تفکر را می‌بندد و به طریق مشابه ترتیب دادن برهانی بر پایه علیت نیز به باور او نادرست است. در نتیجه او نه‌تنها انتقادات هیوم را نادرست می‌خواند، بلکه دفاع از برهان علیت را نیز نادرست می‌داند.
صدر نیز، بر بدیهی بودن قاعده علیت تأکید می‌کند و تصریح می‌نماید که این قاعده از ضروریات اولیه است و تا چنین است قابل استدلال عقلی نیست؛ ولی از آن رو که مخالفان چون هیوم منکر بداهت آن می‌شوند، به ناچار باید برای حل آن در جستجوی چارهٔ دیگری بود. او آنگاه به اقامهٔ دلیلی تجربی بر اصل علیت مبادرت می‌کند؛ و با تکیه بر استقراء و حساب احتمالات می‌نویسد:
 اگر یک بار مشاهده کنیم که (ب) در پی (الف) رخ داد، احتمال تصادفی‌بودن اقتران آن دو یا اینکه (ب) از سبب نادیده دیگری چون (ت) پدید آمده باشد وجود دارد؛ ولی اگر همراهی (الف) و (ب) تکرار پذیرد احتمال تکرار تصادف در این موارد ضعیف می‌شود؛ بنابراین تکرار نمونه‌ها عاملی اساسی در دلیل استقرائی است؛ البته نه از جهت نقش روانشناختی آن در ایجاد عادت ذهنی؛ بلکه به جهت نقش خاص آن در کاهش ارزش احتمال تصادف؛ بر اساس حساب احتمالات. بنابراین از دیدگاه ایشان، بر خلاف نظر هیوم، تکرار اقتران یا توالی دو پدیده صرفاً دارای کارکرد روانشناختی در ایجاد تداعی و انتظار ذهنی نیست، بلکه منطقاً احتمال تصادفی‌بودن را می‌کاهد تا آنجا که این احتمال را به صفر رسانده و احتمال دیگر یعنی علیت (الف) برای (ب) بدون رقیب مانده و به اثبات می‌رسد. ضرورت علی و معلولی چنان‌که گفته آمد یکی از اصول قانون علیت این است که علت تامه موجب ضرورت وجود معلول است. به عبارت دیگر با وجود علت تامه وجود معلول حتمی و تخلف‌ناپذیر است.
مرتضی مطهری دراین‌باره می‌نویسد: 
 اینکه علت ضرورت‌دهنده به معلول است، فطری و مورد قبول تمام اذهان بشری است و اگر کسی احیاناً در بحث‌های علمی در مقام انکار آن برآید، در مقام عمل به حسب فطرت سادهٔ خویش از آن پیروی می‌کند.
ادعای نقص شواهد
برخی مدافعان برهان بر این باورند که این مطلب که روابط خاص علّی و معلولی در جهان ماده بدون هیچ تجربه‌ای قابل استنباط نیستند (مثلاً اینکه انسان در وهلهٔ نخست به صرف ملاحظهٔ سیلان و شفافیت آب، نمی‌توانسته‌است خاصیت عرق‌کنندگی آن را دریابد)؛ ناقض قاعده علیت نیست؛ زیرا به باور ایشان اگر چه اصل رابطهٔ علیت امری بدیهی است، اما شمول آن نسبت به همان ماده نیازمند مقدمات تجربی است:
 … برای شناختن مطلق علت و معلول، راه‌های مختلفی وجود دارد، ولی راه شناختن علت و معلول‌های مادی، منحصر به برهان تجربی است؛ یعنی برهانی که در آن از مقدمات تجربی هم استفاده شده باشد.
بنابراین، اصل کلی علّیت به شکل قضیه‌ای حقیقیه است، نه تعیین روابط خاص علی و معلولی؛ ولی به باور مدافعان هیوم در مثال‌های خود بین این دو خلط کرده‌است.
ادعای استلزام شکاکیت
نفی رابطه ضروری علی در خارج مستلزم شکاکیت مطلق است، زیرا بنابراین فرض دیگر نمی‌توان ادراک‌ها را ناشی از تأثیر واقعیات عینی به حساب آورد. احمد احمدیدراین‌باره می‌نویسد:
اگر چنین است که ادراک حسی حادثی است که اثر، مولود یا معلول مؤثر یا عامل خارج است - چنین هم هست - دیگر نمی‌توان میان این حادث و حادث‌های دیگر فرق گذاشت، زیرا همه آن‌ها شیئی خارجی بوده و در حدوث یا پیدایش بعد از عدم یکسان‌اند و اگر بپذیریم که ممکن است حادثی بدون علت پدید آید، باید بپذیریم که همین شکاکیت مطلق است که خود هیوم با آن مخالف است.
ادعای وجود تناقض در دیدگاه هیوم دربارهٔ برهان علیت
هیوم از سویی به انکار رابطهٔ علیت می‌پردازد و از دیگر سو پیدایش تصور علیت را معلول عادت و تکرار توالی و تعاقب دو پدیده می‌انگارد. به عبارت دیگر هیوم با پذیرش رابطه علیت بین استمرار دو تجربه متعاقب و پیدایش عادت ذهنی و تصور علیت، به نفی رابطهٔ علیت می‌پردازد. این اشکال مورد توجه کسانی چون پل فولکیه، راسل و وایتهد قرار گرفته‌است.
هرچند برتراند راسل تا حدودی دیدگاه هیوم را پذیرفته بود:
 جوجه‌ای هر روز می‌دید که چون زن دهقان به محوطهٔ جوجه‌ها می‌آید، به او خوراک می‌دهد؛ پس نتیجه گرفت که میان آمدن زن دهقان و ریختن دانه در ظرف غذا رابطهٔ علی‌است؛ اما روزی زن دهقان آمد و سر جوجه را کند.
اما راسل از جهتی دیگر به مخالفت با هیوم پرداخته و مدعی وجود نوعی تناقض در ادعای هیوم می‌شود:
هیوم تصور علیت را نقد و تبیین می‌کند، ولی این نقد و تبیین را با اتکای به علیت انجام می‌دهد، چرا؟ مگر هیوم چه می‌گوید و برگشت نظر او مگر به چیست؟ محصل نظر او این است که برای حصول تصور علت در ذهن ما علت وجود دارد، و آن علت همان انتظار و تخیل و عادت است و این نیز خود معلول توالی وقایع.

#### نقد برهان توسط برگسون
هنری برگسون (به انگلیسی: Bergson)، فیلسوف فرانسوی، مدعی بود که واقعیت نهایی یا زندگی توسط ترتیب‌های دقیق علی محدود نشده‌است؛ بلکه یک پروسهٔ رشد است که در آن پیش‌بینی‌ناپذیرها، و در نتیجه بی علت‌ها، پیوسته اتفاق می‌افتند. هیچ تکرار دقیقی هم‌زمان اتفاق نمی‌افتد؛ و جایی که تکراری نباشد، علتی نیست، زیرا علت یعنی این‌که انتِسِدِنت (پیش‌آمد) مکرراً به نتیجهٔ یکسان بینجامد.

#### علیت در یک جهان بی‌زمان منطقا پذیرفتنی نیست
به تصریح جان سوا:
1. اگر جهان علت رخداد چیزهاست، علت آن علت چیست؟ هیچ‌کس/هیچ‌چیز. این منطقا پذیرفتنی است.
2. علت آن علت کی روی داده‌است؟ تنها پاسخ منطقاً پذیرفتنی «هیچ‌وقت» خواهد بود؛ زیرا اگر علت جهان در یک زمان خاص روی داده باشد، آن جهان بی‌زمان نخواهد بود.

پاسخ این مسئله در علت قرار دادن خدا برای آن علت نهفته‌است؛ زیرا در آن صورت ما باید همان پرسش را دربارهٔ خدا بپرسیم. پس ما باید درک کنیم که تنها توضیح منطقی این است که علت و اثر «نمودهای حواس» هستند که انسان‌ها به عنوان موجودات محدود در زمان و مکان تجربه می‌کنند، اما از نظر یک مرجع بی‌زمان هیچ‌چیز واقعاً اتفاق نمی‌افتد، پس آن جهان خالی از علت و در نتیجه اثر است. آن جهان فقط وجود دارد.

#### ردیه جوادی آملی بر برهان علیت
به باور عبدالله جوادی آملی برهانی مستقل بر اساس قاعده علیت نمی‌توان برای اثبات خدا ترتیب داد، زیرا قاعدهٔ علیت قانونی در کنار قوانین دیگر نیست، بلکه زیربنای هر برهان و اثبات دیگر و بلکه زیربنای فلسفه و اساس اندیشه‌ورزی است.
بر این اساس، قاعدهٔ علیت نه اثباتش ممکن است و نه انکار آن، چرا که هر استدلالی در گرو پذیرش علیت مقدمات برای نتیجه است.

#### آیا علیت جهان‌شمول است؟
رفتار مولکول‌های گازی؛ مثالی نقض برای جهان‌شمولی علیت

حرکت آزادانهٔ مولکول‌های گازی در ظرفی که در آن قرار می‌گیرند.

برخی فیزیک‌دانان احساس می‌کنند توسعهٔ قوانین ترمودینامیک در قرن نوزدهم و فیزیک کوانتومی در قرن بیستم توضیح علمی برهان علیت را تا حدودی تضعیف کرده‌است. میچیو کاکو در کتابش ابرفضا مستقیماً به برهان علیت اشاره می‌کند و می‌گوید که این برهان توسط قانون پایستگی انرژی و قوانین حاکم بر فیزیک مولکولی رد می‌شود.
او دراین‌باره مثالی می‌زند:
مولکول‌های گازی می‌توانند درون ظرفی که در آن قرار می‌گیرند، آزادانه حرکت کنند بدون نیاز به کسی یا چیزی که آن‌ها را به حرکت درآورد.
علیت تنها در سیستم‌های مختل‌نشده معتبر است
پل دیراک، در کتاب مکانیک کوانتومی می‌نویسد:
 علیت فقط در مورد سیستمی که مختل نشده‌است، حکم فرماست. اگر سیستمی کوچک باشد ما نمی‌توانیم آن را مشاهده کنیم، مگر آن‌که اختلالی جدی ایجاد کنیم و بنابرین نمی‌توانیم انتظار داشته باشیم که یک رابطهٔ علی بین مشاهداتمان بیابیم. بااین‌حال علیت هنوز در مورد سیستم‌های غیر مختل اعتبار دارد.
تئوری مهبانگ
نظریهٔ مهبانگ بیان می‌کند که انفجار بزرگ، موقعیت پیدایش توامان فضا و زمان بوده‌است. در این‌صورت پرسش «چه چیزی قبل از جهان بوده‌است؟» هیچ معنایی نخواهد داشت؛ مفهوم «قبل» با در نظر گرفتن موقعیت بدون زمان بی‌معنا می‌شود.

## برهان علیت ضد وجود خدا

### تقریر نخست
1. جهان هستی، یک سریِ نامحدود یا ازلی از علت‌ها و معلول‌های فیزیکی است.
2. یک سریِ نامحدود نمی‌تواند هستی‌بخش یا «علت بی‌علتِ اولیه» داشته باشد.
3. بنابراین جهان هستی نمی‌تواند هستی‌بخش یا «علت بی‌علتِ اولیه» داشته باشد.

۴- بنابراین نمی‌تواند خدایی وجود داشته باشد.
نقد برهان
فرض باطل (۱) :در این برهان فرض بر این است که جهان یک سری نامحدود از علت و معلول‌های فیزیکی است؛ درحالی‌که جهان یک سلسله محدود از رویدادهایی است که که به بیگ بنگ ختم می‌شوند.
تقریر باطل (۲): یک سری نامحدود، خود به عنوان کل یک موجود است که تحقق خارجی آن بی‌نیاز از علت نیست. مگر اینکه بگوییم علت آن سری نامحدود خود سلسله است، و این تعریف از «سری نامتناهی که علت خودش است» تعریفی مشابه افرادی چون اسپینوزا از خدا است.

## بحث در مورد ماهیت علت‌العلل
حتی اگر کسی این برهان را به عنوان اثبات وجود علت‌العلل بپذیرد، بر وی معادل بودن آن علت (مثلاً مهبانگ یا چیزی دیگر) با خدا ثابت نشده‌است؛ مثلاً باید ثابت شود این علتِ نخست همه‌چیزدان، همه‌جاحاضر و توانایی‌اش نامحدود است.
برای اثبات ماهیت علت‌العلل، از اصلی به نام اصل سنخیت استفاده می‌شود. اصل سنخیت بیان می‌دارد که «هر کمالی که در معلول یافت شود باید مرتبه اکمل آن در علت وجود داشته باشد». طبق این اصل، اگر موجودی هوشمند است، باید توسط یک موجود هوشمندتر ایجاد شده باشد و اگر موجودی عالم است، باید توسط یک موجود عالم‌تر ایجاد گردد. اصل سنخیت خود بر مبنای قاعده‌ای است که می‌گوید «معطی شیء، فاقد شیء نیست». این قاعده به زبان ساده بیان می‌دارد که کسی که چیزی را ندارد، نمی‌تواند آن چیز را به دیگری عطا نماید. از سوی دیگر، حتی اگر کسی آن علت نخست را به‌عنوان خدا بپذیرد، پذیرش اندرکنش ادامه‌دار آن خدا بر جهان لازم نخواهد بود. این پایهٔ باورهایی چون دئیسم است که خدایی جهان را آفرید اما پس از آن، دیگر اندرکنشی با آن نداشته‌است.